# Ceraeochrysa infausta
Ceraeochrysa infausta är en insektsart som först beskrevs av Banks 1946.  Ceraeochrysa infausta ingår i släktet Ceraeochrysa och familjen guldögonsländor. Inga underarter finns listade i Catalogue of Life.